# Broussey-en-Woëvre
Pour les articles homonymes, voir Broussey.
Ancienne commune française située dans le département de la Meuse, en région Grand Est, Broussey-en-Woëvre est aujourd'hui le chef-lieu de la commune de Broussey-Raulecourt à la suite de sa fusion-association avec Raulecourt depuis le 1er mai 1973.
Sur le territoire de Broussey-en-Woëvre se trouvait autrefois le village de Warcourt (ou Warecourt) dont ne subsiste sur les cartes IGN qu'un lieu-dit appelé Varcourt situé au Sud de l'étang de Maux-la-Chèvre et donc en rive droite du Rupt-de-Madt.

## Géographie
Le village est situé au nord-ouest de la forêt de la Reine et fait partie du parc naturel régional de Lorraine. Il est principalement situé en rive gauche du Rupt-de-Madt hormis l'église Saint-Gengoult, le cimetière et deux maisons dont l'ancien presbytère.
| Apremont-la-Forêt et Liouville                   | Loupmont           | Bouconville-sur-Madt |
| Frémeréville-sous-les-Côtes et Girauvoisin       | Broussey-en-Woëvre | Rambucourt           |
| Gironville-sous-les-Côtes et Jouy-sous-les-Côtes | Corniéville        | Raulecourt           |

## Toponymie
Le nom de la localité est attesté sous les formes Bruxeium (1158) ; Brucei (1189) ; Bruceium (1223) ; Broucei (1257) ; « Le Luec de Roumoncourt, entre lou bois de Mandres-aux-quatre-Tours et lou bois de Broucey » (1265) ; Broucey (1275) ; Brouceyum (1402) ; Broussey (1571) ; Broussay (1656) ; Brosseium (1711) ; Broussei, Brosseum (1749) ; Bruscia, Brossia (1756) ; Broussey-en-Blois en 1801 ; Broussey-en-Woëvre (précisé après 1801 par la région où il se situe) ; Broussey-Raulecourt en 1973 à la suite de sa fusion-association avec Raulecourt depuis le 1er mai 1973 (Journal Officiel, 19.05.1973).

Toponyme germanique issu de bruoc (« marais »).
La terminaison en ey dérive du latin acum et suggère qu'une personne du nom de Broccius a donné son nom au village à l'époque gallo-romaine. Ce patronyme aurait pour origine le mot gaulois Broccos qui désigne le blaireau ou encore "bec pointu", le blaireau étant caractérisé par un museau pointu.

## Histoire

### Le Moyen Âge
Sous l'époque mérovingienne, le territoire de Broussey faisait partie du royaume d'Austrasie et du pagus scarponensis. Aucun document parlant de Broussey ne nous est parvenu de cette époque comme des époques plus anciennes.
Dès le Xe siècle, les cartulaires de plusieurs abbayes (Gorze, Saint-Mihiel, Saint-Vanne-de-Verdun) font mention de diverses terres (prés, finages ou étang) soit à Broussey, soit à Raulecourt mais les villages de Broussey, Raulecourt et Warecourt appartenaient en pleine suzeraineté au temporel des évêques de Metz lesquels les avaient inféodés aux puissants seigneurs d'Apremont (ou d'Aspremont). Ceux-ci régnaient sur plus de 350 villages au XIIIe siècle et étaient également vassaux du Duc de Bar pour la seigneurie de Dun. À leur tour, les seigneurs d'Apremont distribuèrent des terres en arrière-fiefs aux membres de leur famille (notamment les frères puinés du fils héritier des seigneuries d'Apremont et de Dun) mais aussi à leurs plus fidèles chevaliers.
Les seigneurs de Broussey, dont on ne sait que très peu de choses, étaient les vassaux des seigneurs d'Apremont et devaient leur rendre hommage pour ce qu'ils possédaient à Broussey, Raulecourt et Warecourt.
Le plus ancien seigneur de Broussey retrouvé, est Rodulphe de Broussey. Il est cité comme témoin d'une donation en 1188 faite par Garin d'Emi-Château pour le salut de son âme au profit du couvent de Rangéval, fondé en 1152 par Hadewide, Dame d'Apremont et épouse de Gobert IV. L'année suivante Rodulphe de Broussey est également témoin de la donation faite par Gobert V d'Apremont au profit du même couvent.
En 1241, Jehan de Broussey et Joffroy II d’Apremont s’entendent pour faire ensemble un étang et un moulin banaux, près de Broussey-en-Woëvre. La retenue permet d’actionner la roue d’un moulin à blé, d’un foulon, d’un pressoir. Cet étang est probablement l'étang du Moulin-Neuf, situé entre Broussey-en-Woëvre et le village de Liouville et à proximité de l'ancien chemin qui mène de Broussey-en-Woëvre à Apremont-la-Forêt.
En mars 1243, Raoul de Broussey approuve la vente du bois de Sèche Naue par Lambert de Rambucourt à Raoul le Doyen de Girauvoisin. Ce bois ne semble pas avoir été situé sur l'actuel territoire de Broussey mais sur le territoire de Gironville-sous-les-Côtes au lieu-dit de la Nauchénaud, le long de la route départementale D958. Cette vente fut ratifiée en mars 1263 par Régnier de Broussey.
En octobre 1246, Raoul de Broussey donne également son accord pour une transaction faite entre Rauxins Fazuns de Xivray, sergent et homme d'arme au service de Joffroy II d'Apremont, comte de Sarrebrück (par sa femme Laure de Sarrebrück, fille de Simon II et de Laurette de Lorraine) et seigneur d'Apremont et de Dun d'une part et l'abbaye de Saint-Benoit-en-Woëvre d'autre part, pour la vente de muids de blé et l’aumône d'un pré sis à Xivray que Rauxins Fazuns tenait en fief de Raoul de Broussey. L'acte conservé aux Archives Départementales de la Meuse fut scellé par Joffroy II d'Aspremont quelques années avant le départ de celui-ci en compagnie de Jean de Joinville pour la septième croisade menée par le roi de France Saint-Louis.
Dans sa chronique, Jean de Joinville raconte que le comte de Sarrebrück emmena en croisade avec lui 10 de ses chevaliers. Raoul de Broussey était-il du voyage ? On ne le sait pas. Joffroy II décédera en janvier 1250 à la bataille de Mansourah en Égypte. Son frère Gobert VII qui fut aussi croisé en reviendra et succédera à la tête des seigneuries d'Apremont et de Dun. C'est lui qui constate en mars 1258, que le sire Bons de Broussey, chevalier, a fait l'aumône de 20 sous provénisiens forts, à prendre sur les recettes du ban de Broussey, au profit du couvent de Rangéval pour le salut de son âme avec le consentement de sa femme Adeline et de ses enfants.
En 1282, un autre Jehan de Broussey rend hommage à Joffroy III d'Apremont (fils de Gobert VII, seigneur régnant) et obtient la même année des lettres de son suzerain pour le mariage de sa fille.
En 1285 a lieu à Chauvency-le-Château, près de Montmédy un des plus formidables tournois de chevalerie du Moyen Âge qui réunira plus de 500 chevaliers venant de toute l'Europe. Joffroy III d'Apremont est l'un des héros de ces joutes autant pour son combat en lice contre le Comte de Sancerre que dans la joute générale qui opposa l'ensemble de la chevalerie française et lorraine à celle du Saint-Empire germanique. La beauté de son épouse Isabelle de Quivrain, princesse d'Amblise en Hainaut et fille d'Arnoul, comte de Looz et de Chiny y est également vantée dans les vers de Jacques Bretel. Ce dernier n'a hélas pas cité la totalité des chevaliers qui participèrent à ce fameux tournoi de Chauvency mais il est possible, voire probable que le seigneur de Broussey y accompagna son suzerain.
Joffroy III d'Apremont décédera le 11 juillet 1302 à la bataille de Courtrai, appelée aussi la bataille des Éperons d'Or où la chevalerie française fut décimée face à la piétaille. Joffroy III comme ses compagnons furent pris dans les marécages et les fossés protégeant Courtrai. Enlisé, désarçonné et coincé sous le poids de son palefroi, Joffroy fut lâchement tué par un fantassin flamand car la piétaille ne connaissait pas les règles de la chevalerie dont l'une veut que l'on ne tue pas un chevalier sans défense. La coutume voulait qu'un des deux éperons que portaient les chevaliers étaient en or. Les éperons des vaincus furent accrochés à la façade de l’église Notre-Dame de Courtrai en signe de trophée. Compte tenu du devoir d'ost d'un vassal envers son suzerain, on peut aussi se demander si un chevalier de Broussey a participé et péri également à Courtrai. Cependant si Jehan de Broussey, cité en 1282 était encore en vie en 1302, il aurait eu au moins 60 ans.
C'est probablement un autre Jehan de Broussey qui est cité comme homme-lige du comte de Bar après le seigneur d'Apremont dans la liste des vassaux du comte Edouard 1er de Bar établie le samedi après Pâques 1311 (17/04/1311).
L'ancien château-fort de Broussey-en-Woëvre (aujourd'hui transformé en ferme agricole) a été très certainement déjà construit dès le XIIIe siècle, époque où les seigneurs d'Apremont jouissaient d'une grand prestige lié non seulement à leurs nombreuses possessions mais aussi à cause de leurs faits d'armes (participations aux croisades aux côtés du roi Saint-Louis, bataille de Courtrai, tournoi de Chauvency-le-Château).
Les chevaliers vassaux des seigneurs d'Apremont devaient bénéficier du prestige de leur suzerain. C'est ainsi que Jehans de Broussey, également chevalier, fut l'époux de Contesse de Manonville, fille et seule héritière de Jean III de Manonville, seigneur du lieu laquelle vendit à son cousin Thirion de Manonville, l'ensemble de son héritage pour 1000 livres tournois en 1355. La raison de la vente de ces biens n'est pas connue mais fut certainement une manne permettant de pallier les pertes de revenus de la noblesse, liées aux conséquences économiques de la grande peste qui atteint la région au début de 1349 dont on sait qu'elle a décimé la quasi-totalité des habitants du village de Gironville-sous-les-Côtes et qui est peut-être aussi à l'origine de la disparition du village de Warecourt. Jehan de Broussey est probablement seigneur de Broussey bien que l'acte de vente ne le précise pas mais Contesse de Manonville y est appelée Dame de Broussey.
Le dernier seigneur de Broussey, qui aurait été vassal d'un seigneur appartenant à la maison d'Aspremont, serait Rault de Broussey, époux de Méline d'Espinaulx, fille du chevalier Jean d'Espinaulx (ou d'Epinal), mentionné comme décédé en 1366 lors de la vente de biens sis à Broussey, Raulecourt et Warcourt par Ermengarde de Broussey, épouse de Thierry de Foug, citain de la ville de Toul. Cette vente effectuée par devant Geoffroy IV d'Apremont, ne mentionne aucun autre membre de la famille de Broussey, ce qui pourrait signifier qu'il n'y a plus de chevalier de Broussey qui tienne en fief, Broussey, Raulecourt et Warcourt.

### LeXXesiècle
Le 1er mai 1973, Broussey-en-Woëvre devient Broussey-Raulecourt à la suite de sa fusion-association avec Raulecourt.